# Kabinett Dini
Das Kabinett Dini regierte Italien vom 17. Januar 1995 bis zum 17. Mai 1996. Es war das erste italienische Kabinett, das aus parteilosen Fachleuten bestand (governo tecnico). Nach den gewonnenen Parlamentswahlen vom 27. und 28. März 1994 hatte Silvio Berlusconis erstes Kabinett die Regierung übernommen, war jedoch Ende 1994 wegen Koalitionsstreitgkeiten gescheitert. Bis zu den vorgezogenen Parlamentswahlen im Frühjahr 1996 übernahm somit Ministerpräsident Lamberto Dini die Führung der Regierung. Dini war im ersten Kabinett Berlusconi parteiloser Schatzminister gewesen, ab 1996 war er fünf Jahre italienischer Außenminister. Die Regierung Dini brachte einige Reformen auf den Weg, darunter eine bedeutende Reform der Rentenversicherung. Seine Regierung wurde im Parlament von mehreren Mitte-links-Parteien und auch von der Lega Nord unterstützt.

## Minister
| Amt/Ministerien                | Name | Staatssekretäre |
| ------------------------------ | --- | --- |
| Ministerpräsident              | Lamberto Dini | Lamberto Cardia |
| Äußeres                        | Susanna Agnelli | Walter Cardini, Emanuele Sciamacca del Murgo e dell’Agnone (bis 11. Januar 1996), Ludovico Incisa di Camerana (ab 26. Februar 1996) |
| Inneres                        | Antonio Brancaccio (bis 8. Juni 1995) Giovanni Rinaldo Coronas (ab 8. Juni 1995)                                                  | Luigi Rossi, Corrado Scivoletto, Francesco Caramazza                                                                                |
| Justiz                         | Filippo Mancuso (bis 19. Oktober 1995) Lamberto Dini (bis 16. Februar 1996, ad interim) Vincenzo Caianiello (ab 16. Februar 1996) | Donato Marra, Edilberto Ricciardi                                                                                                   |
| Verteidigung                   | Domenico Corcione | Stefano Silvestri, Carlo Maria Santoro                                                                                              |
| Haushalt                       | Rainer Masera (bis 12. Januar 1996) Augusto Fantozzi (bis 16. Februar 1996, ad interim) Mario Arcelli (ab 16. Februar 1996)       | Alberto Carzaniga, Giorgio Ratti |
| Finanzen                       | Augusto Fantozzi | Franco Caleffi, Giuseppe Vegas (bis 8. März 1995), Emesto Vozzi (ab 8. März 1995)                                                   |
| Schatz                         | Lamberto Dini (ad interim) | Dino Piero Giarda, Carlo Pace, Giuseppe Vegas (ab 8. März 1995)                                                                     |
| Landwirtschaft                 | Walter Luchetti | Vito Bianco, Mario Prestamburgo |
| Öffentliche Arbeiten           | Paolo Baratta | Paolo Stella Richter, Lucio Testa                                                                                                   |
| Verkehr                        | Giovanni Caravale | Carlo Chimenti, Giovanni Puoti |
| Industrie                      | Alberto Clò | Luigi Mastrobuono (bis 24. Januar 1996), Paolo Mengozzi (ab 26. Januar 1996)                                                        |
| Außenhandel                    | Alberto Clò (ad interim) | Mario D’Urso |
| Post                           | Agostino Gambino | Alessandro Frova |
| Gesundheit                     | Elio Guzzanti | Mario Condorelli, Salvatore Sicurello (bis 30. Dezember 1995)                                                                       |
| Arbeit und Soziales            | Tiziano Treu | Franco Liso, Nicola Scalzini (bis 7. März 1995), Matilde Grassi (ab 7. März 1995)                                                   |
| Kulturgüter                    | Antonio Paolucci | Mario D’Addio (bis 7. März 1995), Carla Guiducci Bonanni (ab 7. März 1995)                                                          |
| Umwelt                         | Paolo Baratta (ad interim) | Emilio Gerelli |
| Schulen                        | Giancarlo Lombardi | Luciano Corradini, Eteldreda Porzio Serravalle                                                                                      |
| Hochschulen und Forschung      | Giorgio Salvini | Sergio Barabaschi |
| Minister ohne Geschäftsbereich | Name | Anmerkungen |
| Städte, Rom                    | Nicola Scalzini (ab 7. März 1995)                                                                                                 | auch als Staatssekretär geführt |
| Familie, Sozialer Zusammenhalt | Adriano Ossicini | auch als Staatssekretär geführt |
| Verwaltung, Regionen           | Franco Frattini (bis 18. März 1996) Giovanni Motzo (ab 18. März 1996)                                                             | auch als Staatssekretäre geführt |
| Zivilschutz                    | Franco Barberi (ab 7. März 1995)                                                                                                  | auch als Staatssekretär geführt |
| Verfassungsreformen            | Giovanni Motzo | auch als Staatssekretär geführt |
| Beziehungen zum Parlament      | Guglielmo Negri | auch als Staatssekretär geführt |
| Tourismus und Veranstaltungen  | Mario D’Addio (ab 7. März 1995)                                                                                                   | auch als Staatssekretär geführt |